# Аннамский полосатый кролик
Аннамский полосатый кролик, или заяц Тимминса (лат. Nesolagus timminsi), — вид млекопитающих из семейства зайцевых. Видовое латинское название дано в честь британского биолога Роберта Тимминса, который обнаружил шкурки трёх экземпляров этого вида на одном из рынков.

## Описание
Основной цвет окраски серый. На спине, по бокам и вдоль морды проходит несколько тёмно-коричневых или чёрных полос. Брюхо белое, хвост рыжеватого цвета. Внешне напоминает полосатого зайца (Nesolagus netscheri), однако оба вида последние 8 млн лет эволюционировали независимо.

## Ареал
Этот вид обитает в Лаосе и Вьетнаме. Он встречается во влажных вечнозелёных лесах на склонах Аннамских гор, обращённых к морю.

## Угроза
Угрозу для вида представляет в первую очередь охота с применением ловушек, или, возможно в меньшей степени, собаки.